# Tori-Bossito
Tori-Bossito est une commune et une ville du sud du Bénin. Elle est située dans le département de l'Atlantique.

## Géographie
Les communes limitrophe de Tori-Bossito sont Ouidah, Abomey-Calavi, Kpomassè, Allada et Zè.

## Démographie
Lors du recensement de 2013 (RGPH-4), la commune comptait 57 632 habitants.

## Administration

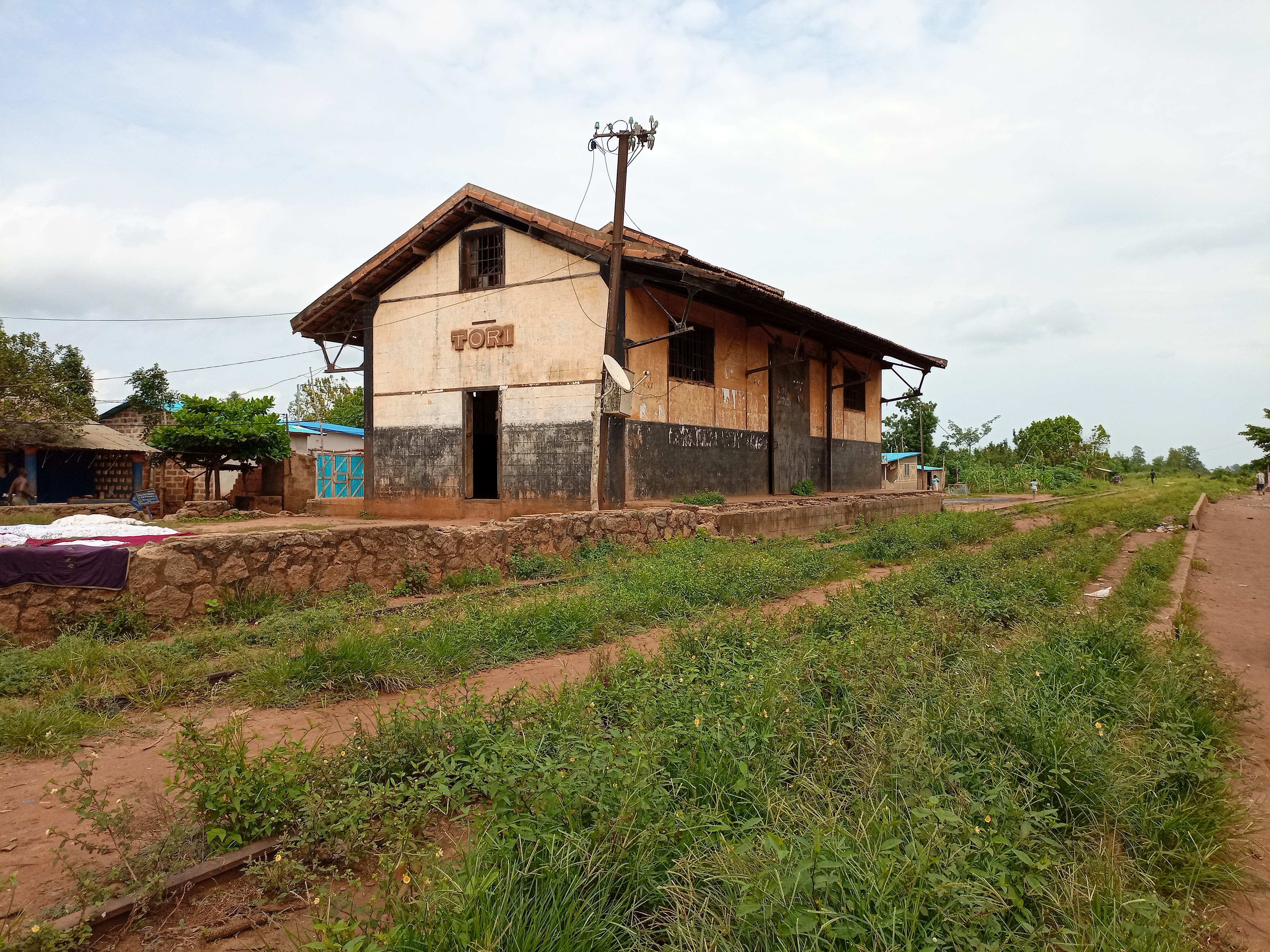
Ancienne gare ferroviaire de Tori

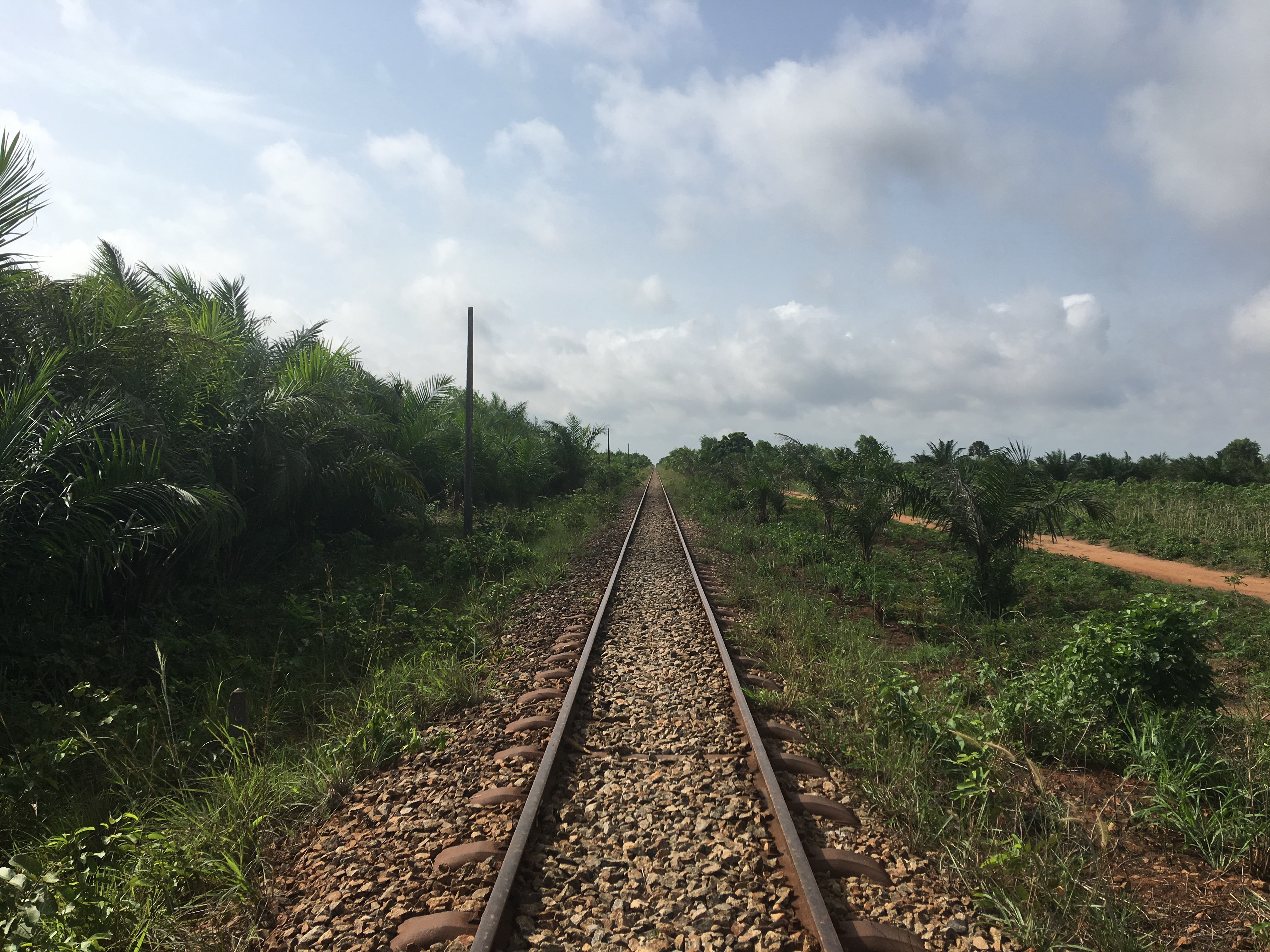
Chemin de fer à Tori-Bossito

| Période                                  | Période | Identité                           | Étiquette | Qualité |
| ---------------------------------------- | ------- | ---------------------------------- | --------- | ------- |
| Les données manquantes sont à compléter. |         |                                    |           |         |
| 2014                                     | 2020    | Robert Tolegbon[réf. nécessaire]   |           |         |
| 2020                                     | 2026    | Rogatien Akouakou[réf. nécessaire] |           |         |

## Économie
L'économie de Tori-Bossito est traditionnellement basée sur l'agriculture.